# Artikulering
Artikulering eller artikulation är inom fonetiken formning av ett språkljud med talorganen. Artikulationsställe är exempelvis det ställe i talapparaten där ett språkljud (vanligen en konsonant) formas, och artikulationssätt den förträngning med vilken ett språkljud bildas. Den del av talapparaten som deltar i ljudbildningen kallas för artikulator. Studiet av formandet av språkljud kallas artikulatorisk fonetik.
Utanför fonetiken används artikulering i en vidare bemärkelse och betyder dels det att uttrycka något noggrant så att varje språkljud framträder tydligt, dels det att framföra ett budskap eller meddelande på ett tydligt och klart sätt, till exempel: hon har en förmåga att artikulera sina åsikter.